# Twardowice
Twardowice [tfardɔˈvʲit͡sɛ] é uma aldeia localizada na região administrativa da comuna de Bobrowniki, no condado de Będzin, voivodia de Silésia, no sul da Polônia. A aldeia tem uma população de 381 habitantes.